# Strašidlo

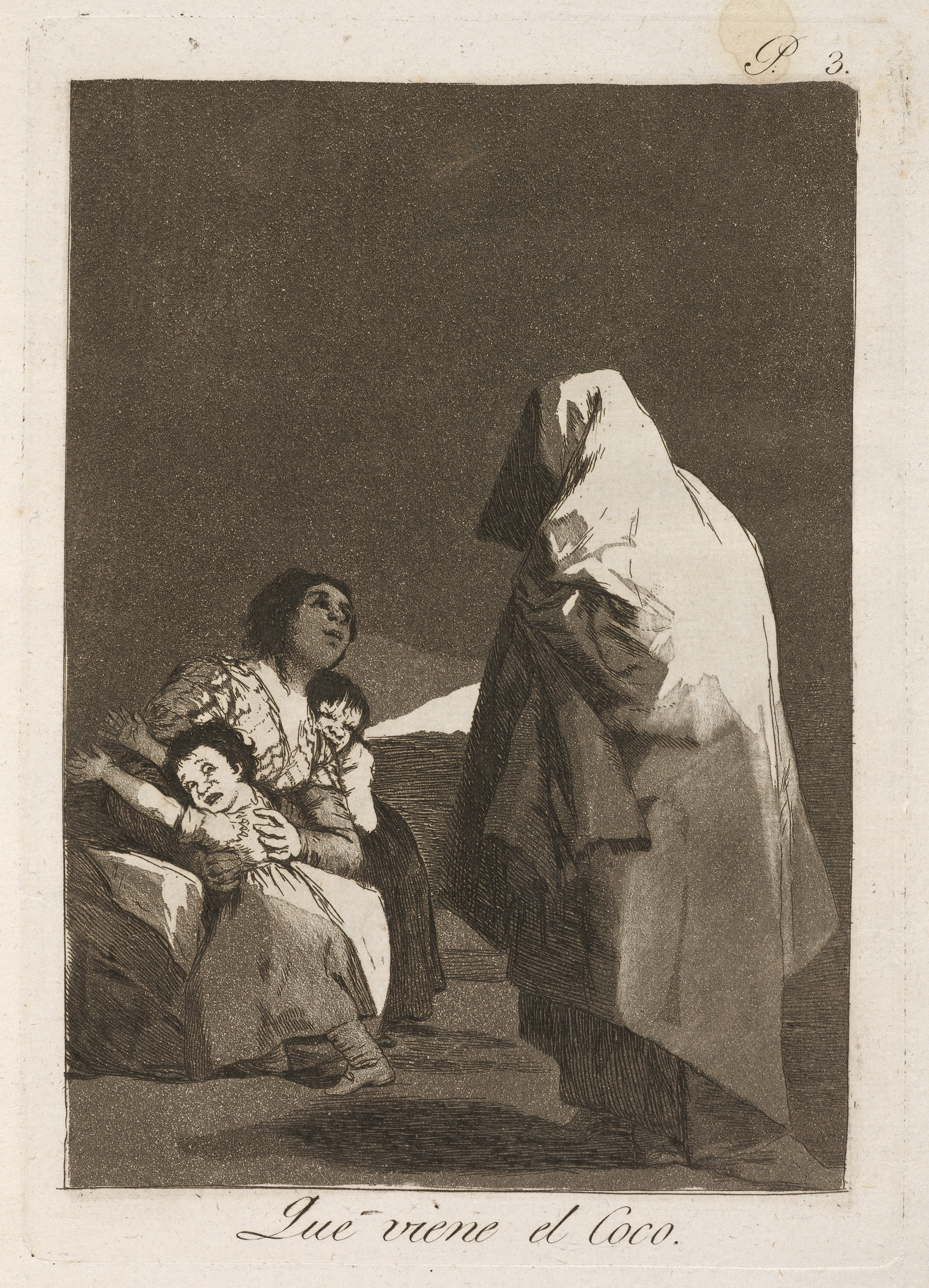
Francisco Goya, Que viene el coco „Strašidlo přichází“, 1797

Strašidlo je mytická bytost, která svou podobou či náhlým zjevením vyvolává strach, která může být také označena jako příšera, obluda či přízrak. Strašidla se objevují v lidové slovesnosti, především pověstech a pověrách. Přeneseně může slovo strašidlo označovat také představu či vidinu něčeho hrozivého, nevzhledného či nevkusně oblečeného člověka. Podobným způsobem mohou být v různých kontextech užita také slova jako strašák, bubák nebo hastroš. Typická je „pedagogická“ funkce strašidel, například polednice měla trestat děti, které zválely obilí a klekánice zase ty, které se nevrátily do soumraku domů. Mezi další takové bytosti patří nemodlenka, která unáší děti, které se nechtějí modlit, postelníček budící děti dlouho se povalující na posteli a pucnoha či škrabinožka, který ostrým nožem seškrabuje bláto z nohou. Podobně jsou děti strašeny čertem. Jako strašidla jsou také běžně označovány přízraky či duchové zemřelých, ale i jiné bytosti z mýtů a pověstí, jako upíři, vodníci, skřítci a další. Strašení dětí je dnes jako výchovný prostředek odmítáno.

## Bubák
Bubák, též bobák, babák či bubaráš je další výraz pro strašidlo, který je odvozený od zvukomalebných slov jako bobo, bubu, baba nebo brbr spojovaných se strašením dětí. Slovo bubák má své obdoby také v němčině (Bobo Babau, Popelmann, Popanz), angličtině (bogeyman, boggart, bogle), italštině (bau bau, baco baco) nebo lotyštině (babs, bubulis).

## Populární kultura
- V knihách o Harrym Potterovi je bubák (anglicky boggart) bytostí, která na sebe bere podobu toho, čeho se člověk nejvíce bojí.
- Ve svém díle Ďáblova zahrádka aneb Přírodopis strašidel podává Josef Váchal popis řady nadpřirozených bytostí, které dělí na přírodní, lidské, vesmírné a ďábelské. Jedno z hesel se věnuje i bubákovi.